# 科聯系統
科聯系統集團有限公司，簡稱科聯系統集團，以及科聯系統（英語：COMPUTER AND TECHNOLOGIES HOLDINGS LIMITED，港交所：0046），在1991年由吳長勝先生創立，除此之外，和記黃埔有限公司和長江實業（集團）有限公司相關聯營持有11.85%股權，2014年，現時持有11.94%股權。
現時業務是設計、實施及營運資訊科技解決方案，現時總部位於香港薄扶林數碼港道10號數碼港2座10樓。主席為吳長勝，行政總裁為張偉霖。而股份在1998年5月18日於香港交易所主板上市。

## 連結
- CTIL.com （页面存档备份，存于）